# جولي بولين
جولي بولين (بالإنجليزية: Julie Pullin)‏ مواليد 5 نوفمبر 1975 في ساسكس، إنجلترا، هي لاعبة كرة مضرب بريطانية سابقة بدأت مسيرتها كمحترفة سنة 1993 وكانت تلعب باليد اليسرى، اعتزلت اللعب في 2003. أعلى تصنيف لها في الفردي كان المركز الـ 125 في سنة 2000. أعلى تصنيف لها في الزوجي كان 67. سبق أن شاركت في دورة الألعاب الأولمبية الصيفية.

## روابط خارجية
- جولي بولين على موقع رابطة محترفات التنس (الإنجليزية)
- جولي بولين على موقع الاتحاد الدولي لكرة المضرب (الإنجليزية)
- جولي بولين على موقع خلاصة التنس.كوم (الإنجليزية)
- جولي بولين على موقع أوليمبيديا (الإنجليزية)